# Issa Alekasir
Issa Alekasir (pers. عیسی آل‌کثیر رجبی; Dezful, 7 febbraio 1990) è un calciatore iraniano, attaccante del Esteghlal.

## Palmarès

### Club

#### Competizioni nazionali
- Coppa d'Iran: 1

Naft Teheran: 2016-2017
- Supercoppa d'Iran: 1

Persepolis: 2020